# La Barre (Haute-Saône)
La Barre é uma comuna francesa na região administrativa de Borgonha-Franco-Condado, no departamento de Alto Sona. Estende-se por uma área de 1,93 km². Em 2010 a comuna tinha 99 habitantes (densidade: 51,3 hab./km²).